# スピットヘッド

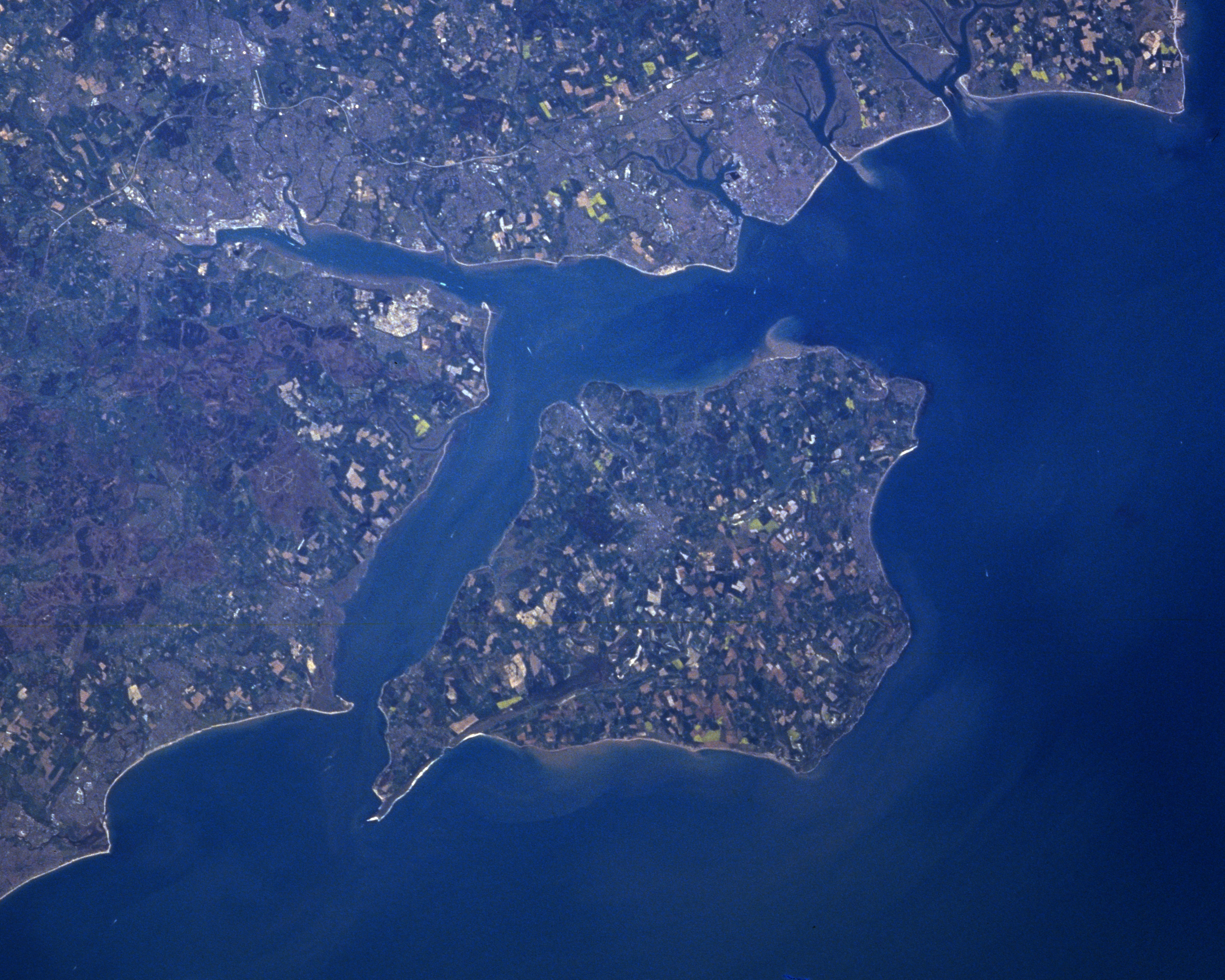
スピットヘッドの衛星画像（中央のワイト島と本土を分けるソレント海峡の東側）

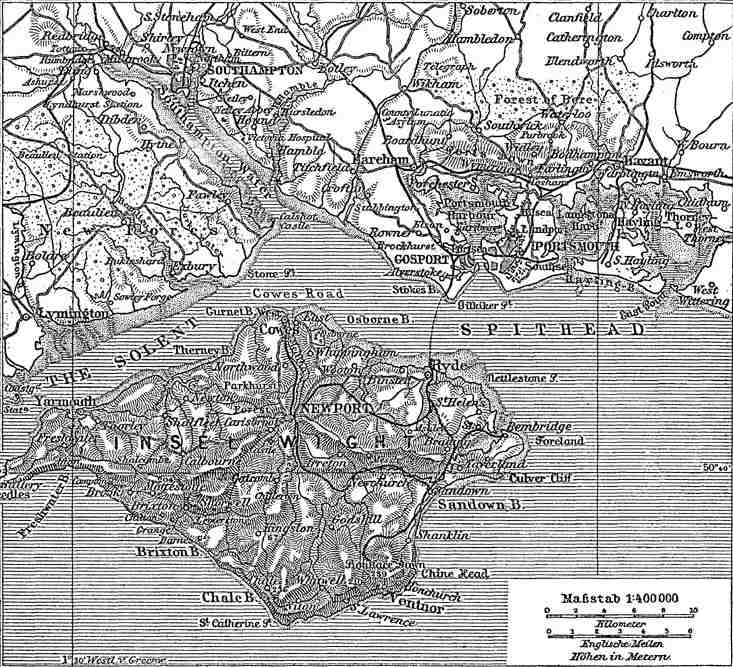
1888年の地図

座標: 北緯50度45分05秒 西経1度08分12秒 / 北緯50.75140度 西経1.13667度
スピットヘッド（英: Spithead）は、イングランド南部、ハンプシャー州のソレント海峡（イギリス本土とワイト島の間の海峡）の東側、ギルキッカー・ポイント沖にある停泊地。ポーツマス軍港の港外に当たる。
北側のハンプシャー海岸と、南のワイト島に挟まれた東西に長い海域であり、南東を除く方角の風から保護されている。泊地の長さは22.5km（14マイル）に及び、幅は平均6.5km（4マイル）である。その名は、ハンプシャーの海岸から伸びている砂州（Spit）に由来する。
ここでは、国王が艦隊を観閲する観艦式が行われることで有名である。また、1797年にスピットヘッドに停泊していたイギリス海峡艦隊において反乱（スピットヘッドの反乱）が発生したことでも知られる。